# Paleis van Venaria

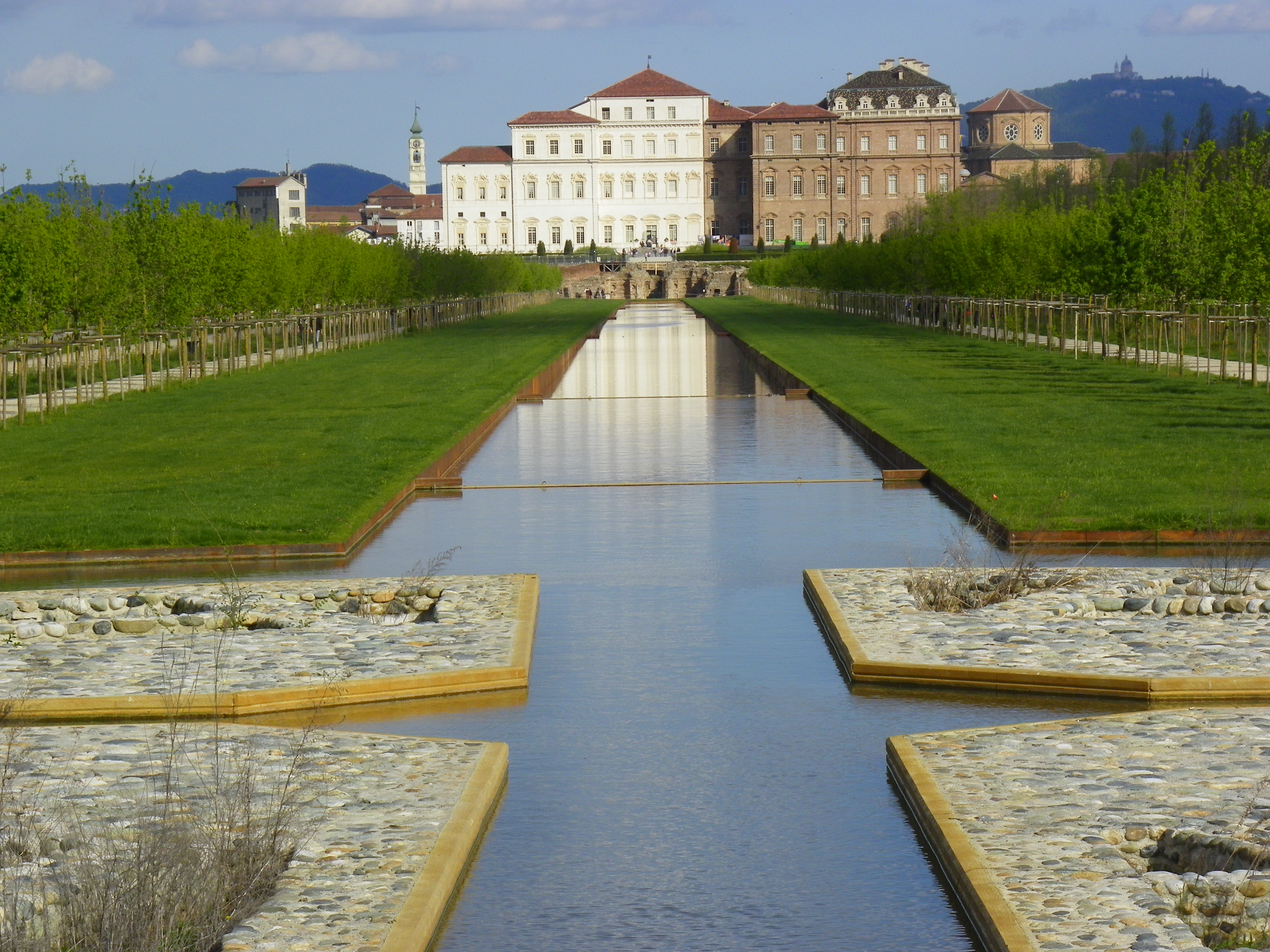
¨Paleis van Venaria Reale

Het Paleis van Venaria (Italiaans:Reggia di Venaria Reale) is een paleis in Venaria Reale in Piemonte, op zo'n 10 kilometer ten noorden van Turijn. 
Het paleis werd gebouwd vanaf 1675 door Amedeo di Castellamonte in opdracht van hertog Karel Emanuel II van Savoye. Hij gebruikte het als uitvalsbasis voor jachtpartijen in de heuvels ten noorden van Turijn (Venato Regia is Latijn voor koninklijke jacht). Het paleis werd uitgebreid tot luxueuze residentie van het huis van Savoye met barokke versieringen (van architect Filippo Juvarra),waaronder de marmeren Galleria Grande, en kunstwerken. Op het einde van de 18de eeuw begon het verval. Na de Napoleontische oorlogen werd het tot 1978 als kazerne gebruikt. Sindsdien werd het gerenoveerd tot het in 2007 open ging voor het publiek. Sinds 1997 staat het Paleis van Venaria op de Unesco-Werelderfgoedlijst sinds 1997 als onderdeel van de Residenties van het Koninklijk Huis van Savoye.